# Josh Lawson
Joshua Lawson, detto Josh (Brisbane, 22 luglio 1981), è un attore australiano.

## Filmografia parziale

### Attore

#### Cinema
- The Wedding Party, regia di Amanda Jane (2010)
- Any Questions for Ben?, regia di Rob Sitch (2012)
- Candidato a sorpresa (The Campaign), regia di Jay Roach (2012)
- Anchorman 2 - Fotti la notizia (Anchorman 2: The Legend Continues), regia di Adam McKay (2013)
- The Little Death, regia di Josh Lawson (2014)
- Bombshell - La voce dello scandalo (Bombshell), regia di Jay Roach  (2019)
- Holly dorme da noi (Joshua Friedlander), regia di Joshua Friedlander (2020)
- Mortal Kombat, regia di Simon McQuoid (2021) – Kano
- Come se non ci fosse un domani - Long Story Short (Long Story Short), regia di Josh Lawson (2021)
- Picchiarello al campo estivo (Woody Woodpecker Goes to Camp), regia di Jonathan A. Rosenbaum (2024)
- Mortal Kombat II, regia di Simon McQuoid – Kano

#### Televisione
- Blue Heelers – serie TV, 5 episodi (2006)
- Sea Patrol – serie TV, 13 episodi (2007)
- The Librarians – serie TV, 6 episodi (2007)
- Chandon Pictures – serie TV, 11 episodi (2007-2009)
- Romantically Challenged – serie TV, 6 episodi (2010-2011)
- House of Lies – serie TV, 58 episodi (2012-2016)
- Superstore – serie TV, 3 episodi (2015-2016)

### Regista
- The Little Death (2014)
- Come se non ci fosse un domani - Long Story Short (Long Story Short) (2021)

### Sceneggiatore
- The Little Death (2014)
- Come se non ci fosse un domani - Long Story Short (Long Story Short) (2021)

## Doppiatori italiani
Nelle versioni in italiano delle opere in cui ha recitato, Josh Lawson è stato doppiato da:
- David Chevalier in Candidato a sorpresa, Bombshell - La voce dello scandalo
- Edoardo Stoppacciaro in House of Lies, Picchiarello al campo estivo
- Luigi Ferraro in Sea Patrol (versione Rai 2)
- Ruggero Andreozzi in Sea Patrol (versione Hallmark Channel)
- Fabrizio Vidale in Anchorman 2 - Fotti la notizia
- Massimo De Ambrosis in Superstore
- Simone Mori in Mortal Kombat e Mortal Kombat 2
- Andrea Lopez in Come se non ci fosse un domani - Long Story Short
- Gianluca Cortesi in True Spirit
- Ermanno Giampetruzzi in Cobra Kai